# Daldinia singularis
Daldinia singularis är en svampart som beskrevs av Y.M. Ju, Lar.N. Vassiljeva & J.D. Rogers 1999. Daldinia singularis ingår i släktet Daldinia och familjen kolkärnsvampar.   Inga underarter finns listade i Catalogue of Life.